# Takuma Itō
Takuma Itō (japanisch 伊藤 拓真 Itō Takuma; * 11. August 1986 in der Präfektur Niigata) ist ein ehemaliger japanischer Fußballspieler.

## Karriere
Itō erlernte das Fußballspielen in der Universitätsmannschaft der Waseda-Universität. Seinen ersten Vertrag unterschrieb er 2009 bei Thespa Kusatsu. Der Verein spielte in der zweithöchsten Liga des Landes, der J2 League. Für den Verein absolvierte er fünf Ligaspiele. 2012 ging er nach Singapur, wo er sich Albirex Niigata (Singapur) anschloss. Der Verein ist ein Ableger vom japanischen Verein Albirex Niigata, der in der ersten singapurischen Liga, der S. League, spielt. 2013 unterschrieb er einen Vertrag beim Ligakonkurrenten Geylang International. 2014 kehrte er nach Japan zurück. Hier spielte er bis zu seinem Karriereende 2018 beim ReinMeer Aomori FC.